# William H. Woodin
Pour les articles homonymes, voir Woodin.
William Hartman Woodin, né le 27 mai 1868 à Berwick (Pennsylvanie) et mort le 3 mai 1934 à New York, est un homme politique américain. Membre du Parti démocrate, il est secrétaire au Trésor en 1933 dans l'administration du président Franklin Delano Roosevelt.

## Biographie

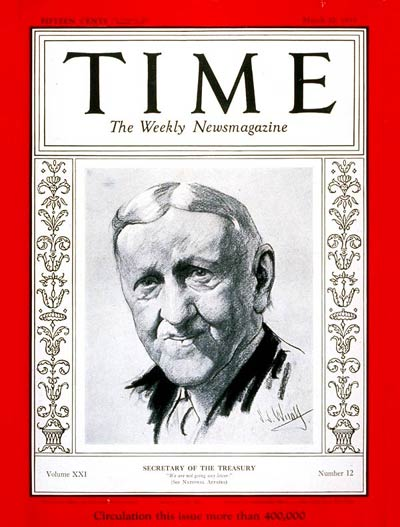
William H. Woodin en une du magazine Time, en 1933.

Il est le grand-père du mathématicien W. Hugh Woodin.